# Phường 4, Quận 5
Phường 4 là một phường cũ thuộc Quận 5 cũ, Thành phố Hồ Chí Minh, Việt Nam.
Phường 4 có diện tích 0,38 km², dân số năm 2021 là 9.455 người,  mật độ dân số đạt 24.881 người/km².
Ngày 16 tháng 6 năm 2025, Ủy ban Thường vụ Quốc hội thông qua Nghị quyết 1685/NQ-UBTVQH15 năm 2025 về việc sắp xếp các đơn vị hành chính cấp xã của Thành phố Hồ Chí Minh (mới) năm 2025. Theo đó, các phường 1, 2 và 4 thuộc Quận 5 cũ được sáp nhập thành Phường Chợ Quán. Nghị quyết có hiệu lực từ ngày 01 tháng 7 năm 2025.

## Hình ảnh

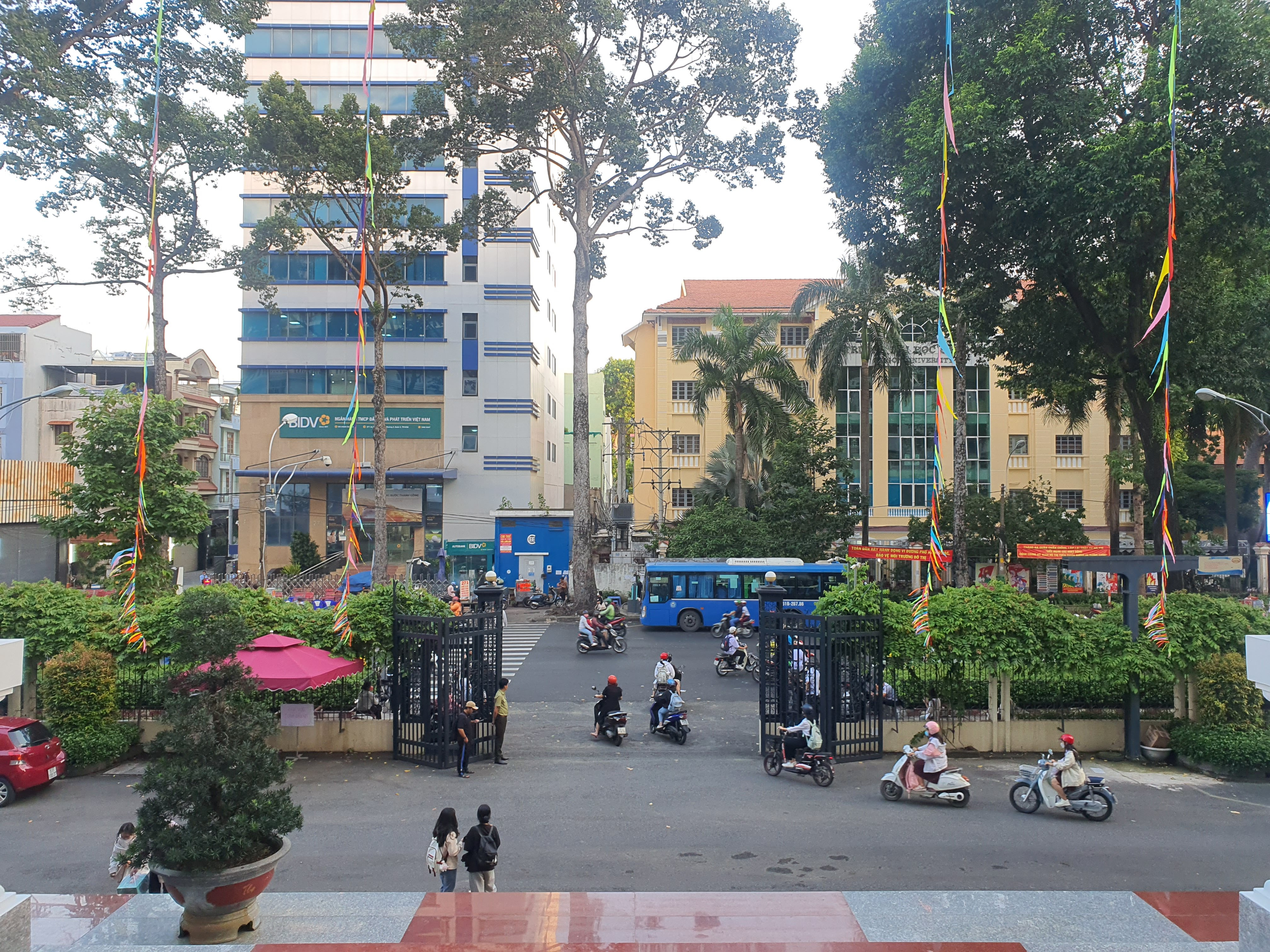
Đường An Dương Vương nhìn từ cổng chính của Trường Đại học Sư phạm Thành phố Hồ Chí Minh ở Phường 4, Quận 5.
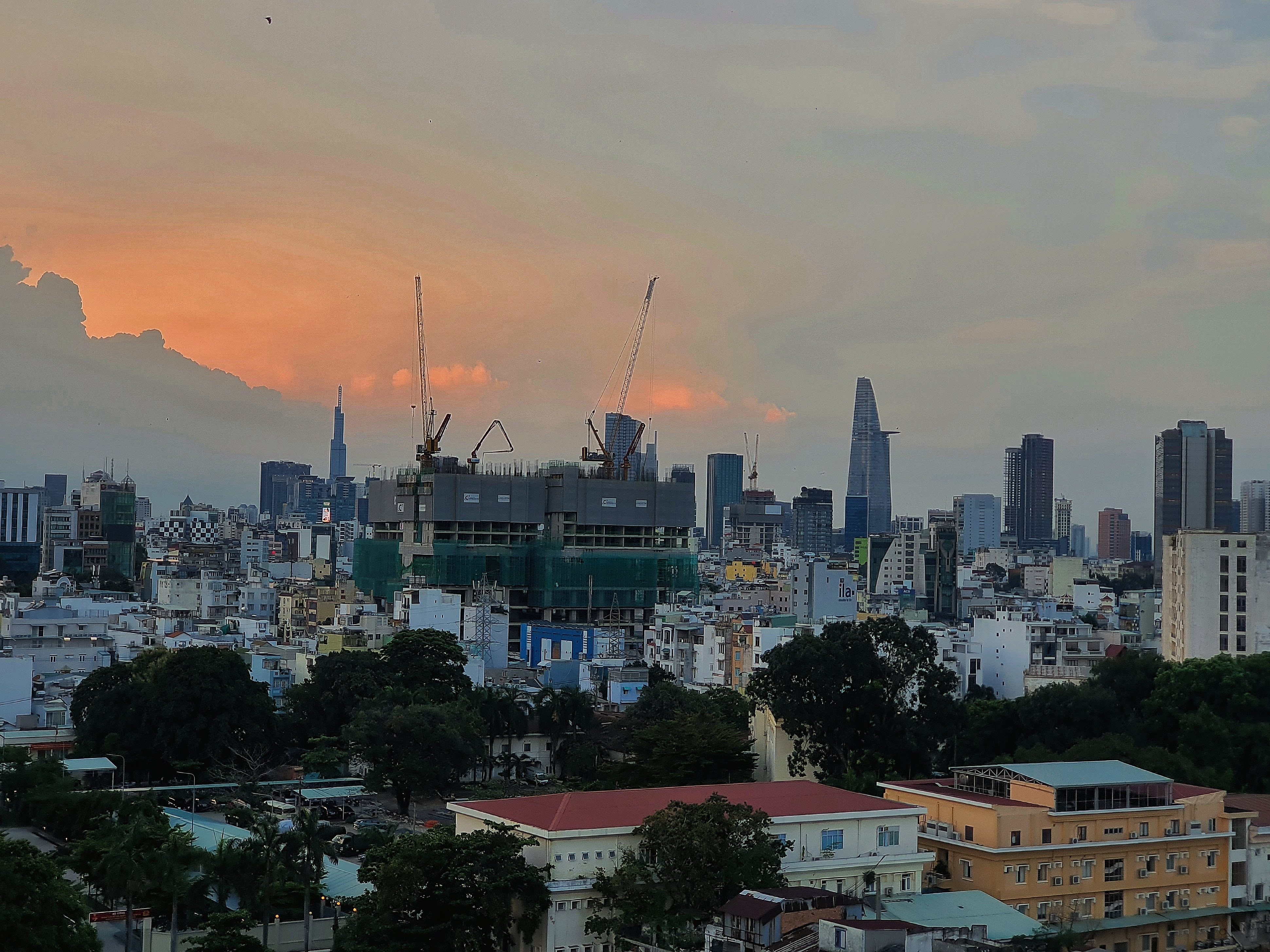
Điểm nhìn thành phố từ Trường Đại học Sư phạm Thành phố Hồ Chí Minh ở Phường 4, Quận 5.